# Grand office du duché de Bretagne

## Les grands offices
- le chancelier de Bretagne
  - les vice-chanceliers de Bretagne
- le grand maître d'Hôtel de Bretagne
  - les Maîtres d'Hôtel des ducs et duchesses de Bretagne
- le grand chambellan de Bretagne
  - les chambellans des ducs et duchesses de Bretagne
- l’amiral de Bretagne
  - les vice-amiraux de Bretagne
- le maréchal de Bretagne
- le grand écuyer de Bretagne
  - les écuyers d'écurie de Bretagne
  - les écuyers tranchants de Bretagne
  - les écuyers des ducs et duchesses de Bretagne
- le grand maître de l’artillerie de Bretagne,
- le sénéchal de Bretagne
- le grand veneur de Bretagne
- le grand fauconnier de Bretagne
- le premier bouteiller de Bretagne
  - les échansons de Bretagne
  - les bouteillers de Bretagne
- le premier panetier des ducs et duchesses de Bretagne
  - les panetiers des ducs et duchesses de Bretagne
- le grand maître des eaux et forêts de Bretagne